# NGC 5714
NGC 5714 est une galaxie spirale vue par la tranche et située dans la constellation du Bouvier. Sa vitesse par rapport au fond diffus cosmologique est de 2 365 ± 9 km/s, ce qui correspond à une distance de Hubble de 34,9 ± 2,4 Mpc (∼114 millions d'al). NGC 5714 a été découverte par l'astronome germano-britannique William Herschel en 1787.

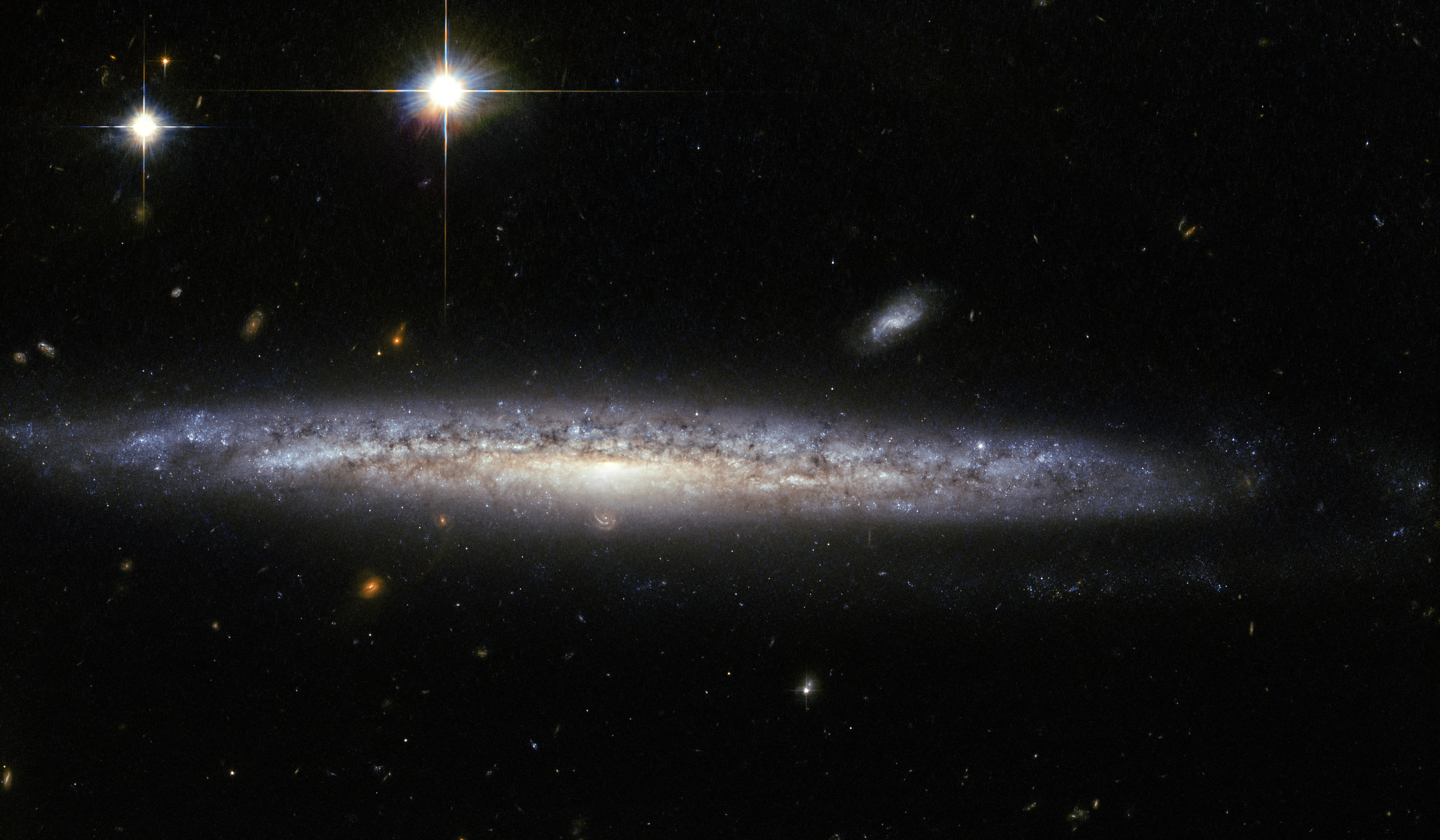
NGC 5714 par le télescope spatial Hubble.

La classe de luminosité de NGC 5714 est III-IV et elle présente une large raie HI.
À ce jour, 16 mesures non basées sur le décalage vers le rouge (redshift) donnent une distance de 39,962 ± 4,265 Mpc (∼130 millions d'al), ce qui est à l'intérieur des valeurs de la distance de Hubble. Notons cependant que c'est avec la valeur moyenne des mesures indépendantes, lorsqu'elles existent, que la base de données NASA/IPAC calcule le diamètre d'une galaxie et qu'en conséquence le diamètre de NGC 5714 pourrait être d'environ 35,5 kpc (∼116 000 al) si on utilisait la distance de Hubble pour le calculer.